# アムンゼン・スコット基地

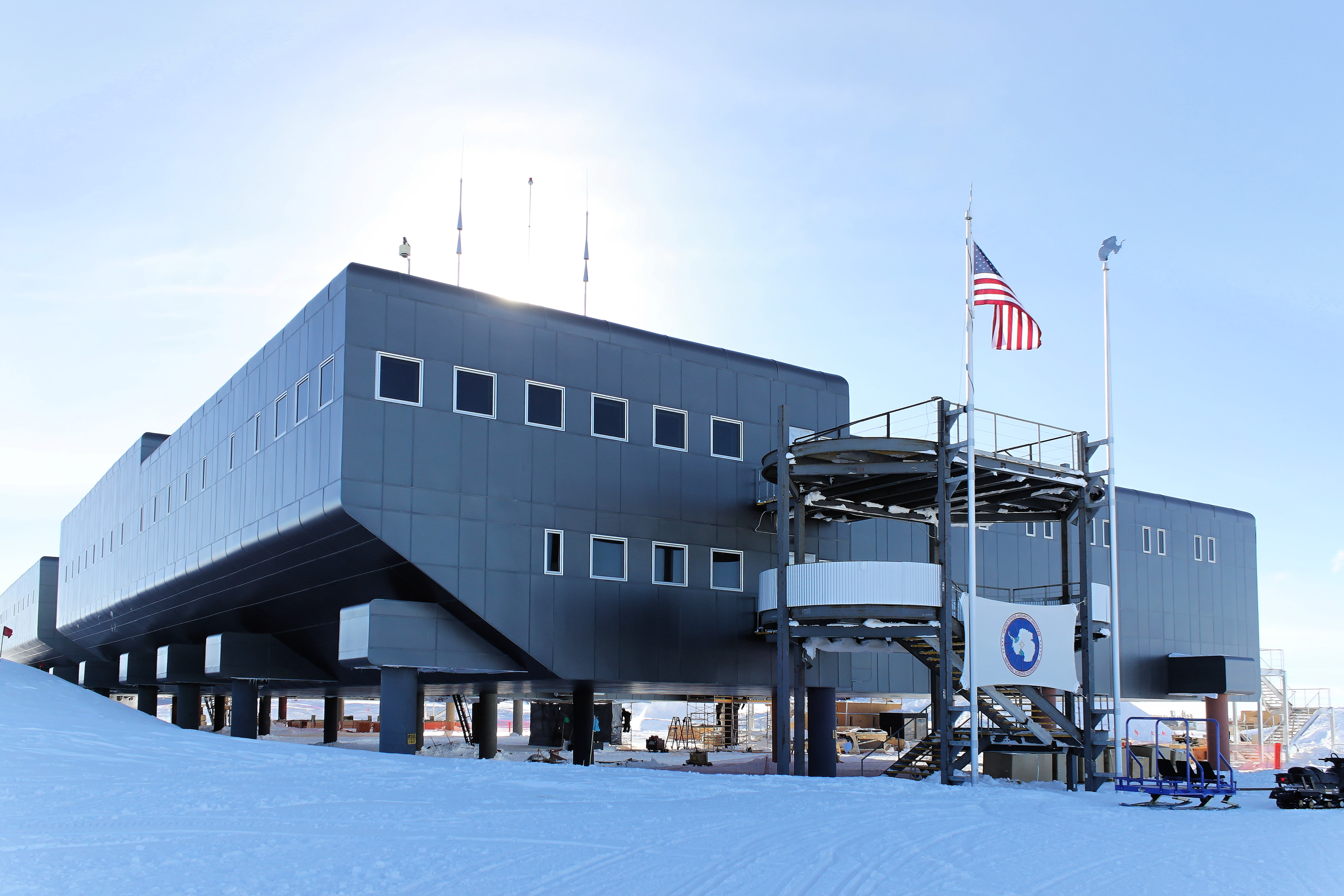
アムンゼン・スコット基地（2009年）。2か所ある出入口のうちの1つ、デスティネーションアルファ。

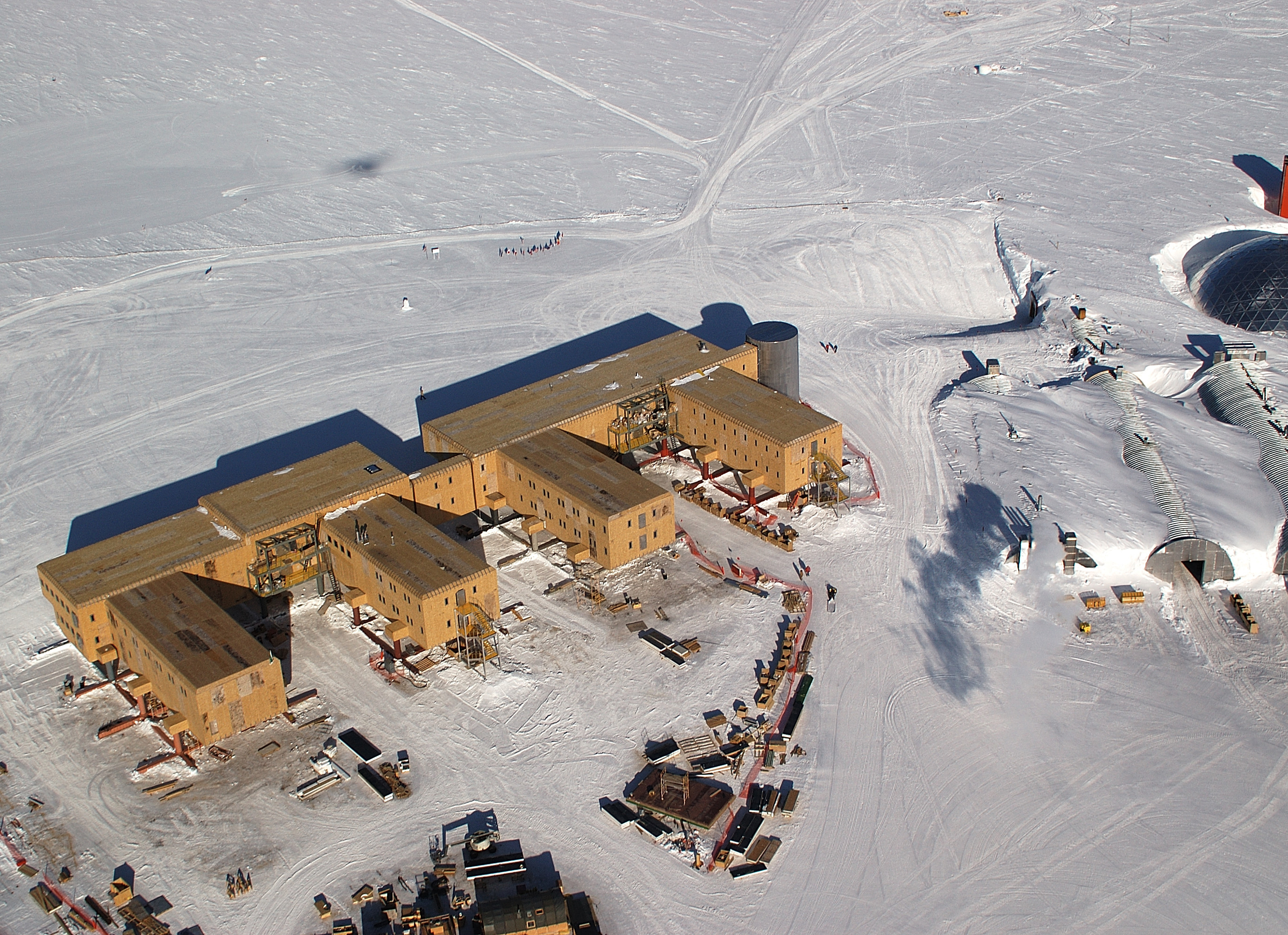
アムンゼン・スコット基地の空撮（2005年1月）

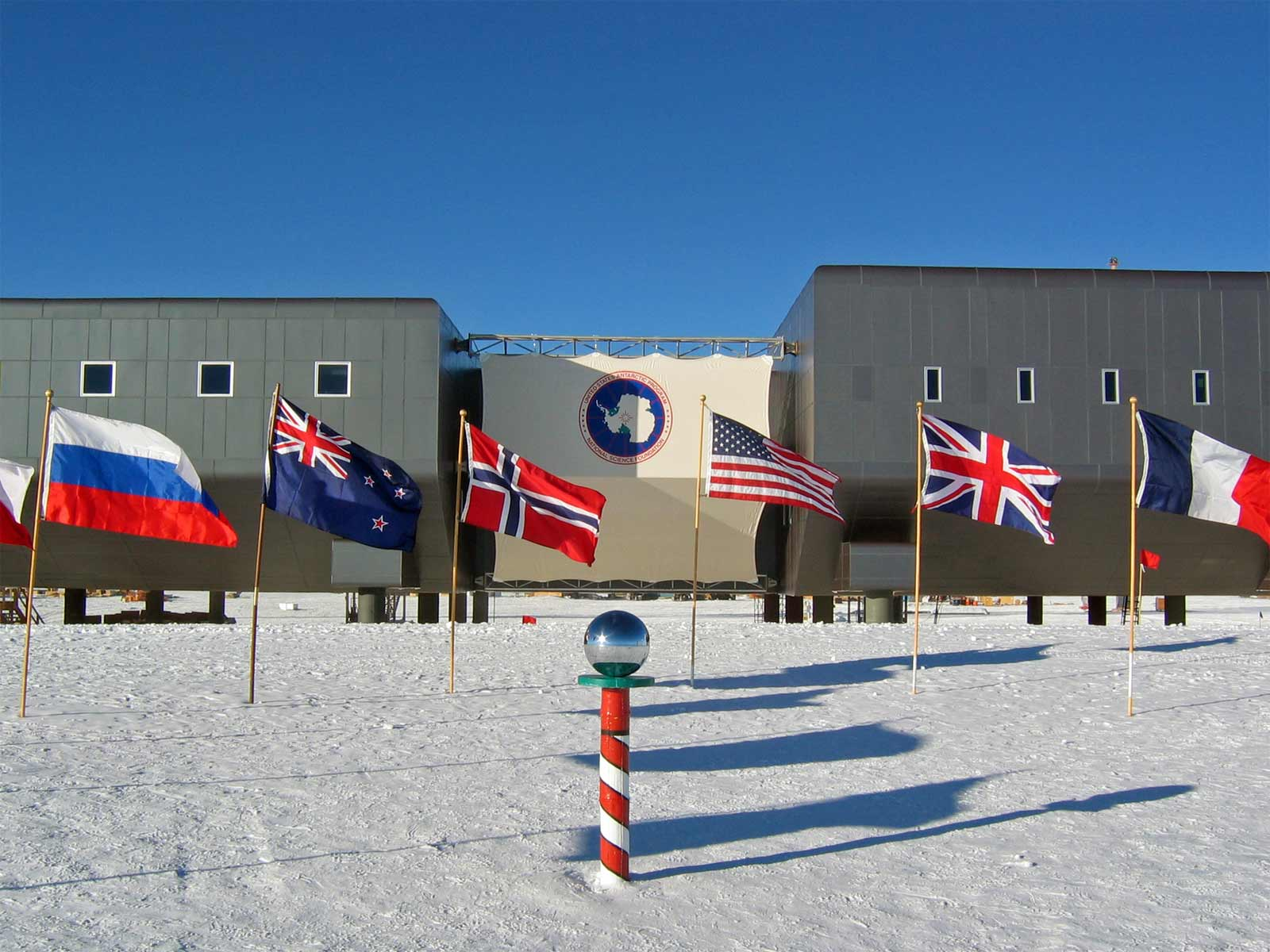
サウスポールステーション（2007-8年サマーシーズン）

アムンゼン・スコット基地（アムンゼン・スコットきち、Amundsen-Scott South Pole Station）はアメリカ合衆国が1956年11月に1957年の国際地球観測年を記念するために南極点付近に建設した観測基地。

## 概要
南極点初到達を争ったロアール・アムンセン（ノルウェー）とロバート・スコット（イギリス）の2人に敬意を表して、「アムンゼン・スコット基地」と名づけられた。
厚さ約2,800メートルの氷の上に乗っている。

## 気候
内陸部に位置するため、氷雪気候に属する。
| アムンゼン・スコット基地の気候                                                                                            | アムンゼン・スコット基地の気候 | アムンゼン・スコット基地の気候 | アムンゼン・スコット基地の気候 | アムンゼン・スコット基地の気候 | アムンゼン・スコット基地の気候 | アムンゼン・スコット基地の気候 | アムンゼン・スコット基地の気候 | アムンゼン・スコット基地の気候 | アムンゼン・スコット基地の気候 | アムンゼン・スコット基地の気候 | アムンゼン・スコット基地の気候 | アムンゼン・スコット基地の気候 | アムンゼン・スコット基地の気候 |
| 月 | 1月                            | 2月                            | 3月                            | 4月                            | 5月                            | 6月                            | 7月                            | 8月                            | 9月                            | 10月                           | 11月                           | 12月                           | 年                             |
| --- | ------------------------------ | ------------------------------ | ------------------------------ | ------------------------------ | ------------------------------ | ------------------------------ | ------------------------------ | ------------------------------ | ------------------------------ | ------------------------------ | ------------------------------ | ------------------------------ | ------------------------------ |
| 最高気温記録 °C （°F） | −14.4 (6.1)                    | −20.6 (−5.1)                   | −26.7 (−16.1)                  | −27.8 (−18)                    | −25.1 (−13.2)                  | −28.8 (−19.8)                  | −33.9 (−29)                    | −32.8 (−27)                    | −29.3 (−20.7)                  | −25.1 (−13.2)                  | −18.9 (−2)                     | −12.3 (9.9)                    | −12.3 (9.9)                    |
| 平均最高気温 °C （°F） | −26.0 (−14.8)                  | −37.9 (−36.2)                  | −49.6 (−57.3)                  | −53.0 (−63.4)                  | −53.6 (−64.5)                  | −54.5 (−66.1)                  | −55.2 (−67.4)                  | −54.9 (−66.8)                  | −54.4 (−65.9)                  | −48.4 (−55.1)                  | −36.2 (−33.2)                  | −26.3 (−15.3)                  | −45.8 (−50.4)                  |
| 日平均気温 °C （°F） | −28.4 (−19.1)                  | −40.9 (−41.6)                  | −53.7 (−64.7)                  | −57.8 (−72)                    | −58.0 (−72.4)                  | −58.9 (−74)                    | −59.8 (−75.6)                  | −59.7 (−75.5)                  | −59.1 (−74.4)                  | −51.6 (−60.9)                  | −38.2 (−36.8)                  | −28.0 (−18.4)                  | −49.5 (−57.1)                  |
| 平均最低気温 °C （°F） | −29.6 (−21.3)                  | −43.1 (−45.6)                  | −56.8 (−70.2)                  | −60.9 (−77.6)                  | −61.5 (−78.7)                  | −62.8 (−81)                    | −63.4 (−82.1)                  | −63.2 (−81.8)                  | −61.7 (−79.1)                  | −54.3 (−65.7)                  | −40.1 (−40.2)                  | −29.1 (−20.4)                  | −52.2 (−62)                    |
| 最低気温記録 °C （°F） | −41.1 (−42)                    | −58.9 (−74)                    | −71.1 (−96)                    | −75.0 (−103)                   | −78.3 (−108.9)                 | −82.8 (−117)                   | −80.6 (−113.1)                 | −79.3 (−110.7)                 | −79.4 (−110.9)                 | −72.0 (−97.6)                  | −55.0 (−67)                    | −41.1 (−42)                    | −82.8 (−117)                   |
| 降水量 mm （inch） | 0.3 (0.012)                    | 0.6 (0.024)                    | 0.2 (0.008)                    | 0.1 (0.004)                    | 0.2 (0.008)                    | 0.1 (0.004)                    | 0.0 (0)                        | 0.0 (0)                        | 0.1 (0.004)                    | 0.1 (0.004)                    | 0.1 (0.004)                    | 0.3 (0.012)                    | 2.3 (0.091)                    |
| 降雪量 cm （inch） | 0.3 (0.12)                     | 0.5 (0.2)                      | -                              | -                              | 0.3 (0.12)                     | -                              | -                              | -                              | -                              | -                              | -                              | 0.3 (0.12)                     | 1.3 (0.51)                     |
| 平均降水日数 （≥0.1 mm）                                                                                                  | 0.2                            | 0.3                            | 0.2                            | 0.0                            | 0.2                            | 0.1                            | 0.0                            | 0.0                            | 0.1                            | 0.1                            | 0.1                            | 0.3                            | 1.6                            |
| 平均降雪日数 | 22.0                           | 19.6                           | 13.6                           | 11.4                           | 17.2                           | 17.3                           | 18.2                           | 17.5                           | 11.7                           | 16.7                           | 16.9                           | 20.6                           | 203.0                          |
| 平均月間日照時間 | 406.1                          | 497.2                          | 195.3                          | 0.0                            | 0.0                            | 0.0                            | 0.0                            | 0.0                            | 34.1                           | 390.6                          | 558.0                          | 616.9                          | 2,698.2                        |
| 出典1：Pogoda.ru.net (temperatures, 1981–2010, extremes 1957–present)                                                     |                                |                                |                                |                                |                                |                                |                                |                                |                                |                                |                                |                                |                                |
| 出典2：Deutscher Wetterdienst (Precipitation 1957–1988 and Sun 1978–1993), NOAA (snowy days and snowfall data, 1961–1988) |                                |                                |                                |                                |                                |                                |                                |                                |                                |                                |                                |                                |                                |

## 建物
以前はドーム型であったが、建設から30年以上経過したことで手狭になり増加する基地人口に対応させるため、さらに雪に埋もれにくくするために新設することになり、1999年から建設が進められ、2003年に完成し活動開始している。建物は今まで分離していた機能がひとつにまとまり、室内は適温に保たれ、完全に自足でき、食堂・ランドリー・売店なども備わっており、それらのためにジェット燃料使用の発電機3台を使用している。建物は風上に向かって立てられており、傾斜された壁によって風が高速で地下をくぐり抜けられるようにした。これによって氷食を起こし、建物が雪に埋もれないようにしている。風洞実験によって雪が2階の高さまで積もらなければ継続して氷食が起こることが実証された。このあたりでは雪が毎年20センチたまるため、必要によって建物の高さが調節できるようになっている。気温は−13.6℃から−82.8℃まで観測された。

## 任務
夏の間の基地人口は200人強で、越冬隊以外は2月の中旬までに去っていく。越冬隊は2005年には127人だった。越冬隊のほとんどがサポート任務に当たり、南極が夜を迎える間基地を稼動させる数名の科学者たちをサポートしている。越冬隊は2月の中旬から10月の後半まで完全に孤立している。
- 物資等は10月から2月にかけて、毎日数便そりを装着したアメリカ空軍・ニューヨークのロッキード LC-130輸送機でマクマード基地より届けられている。輸送機の限られたスペースに収めるため、大きな貨物は分解されて運ばれる。
- 基地で研究しているのは氷河学、地球物理学、気象学、上層大気学、天文学、天体物理学、生物医学的研究など。大半は低周波天文学の研究で、2743メートル以上の高度と極地に位置することによる湿気の低さによって生まれた観測のしやすさ、また数か月間暗闇に包まれることから精密観測機器が継続的に動作しやすいことなどが南極における観測のメリットである。

## 時差
南極点においては9月の春分から3月の秋分まで6か月間が昼、秋分から春分までの6か月間が夜となるが、同基地では便宜上、連絡基地であるニュージーランドの標準時（UTC+12、夏時間の間はUTC+13）を採用している。